# La Fontaine de Siloé
Pour les articles homonymes, voir Siloe.
Ne pas confondre avec la maison d'édition nantaise : Éditions Siloë
La Fontaine de Siloé est une maison d'édition française basée à Chambéry en Savoie et spécialisée dans la littérature régionale. 

## Historique

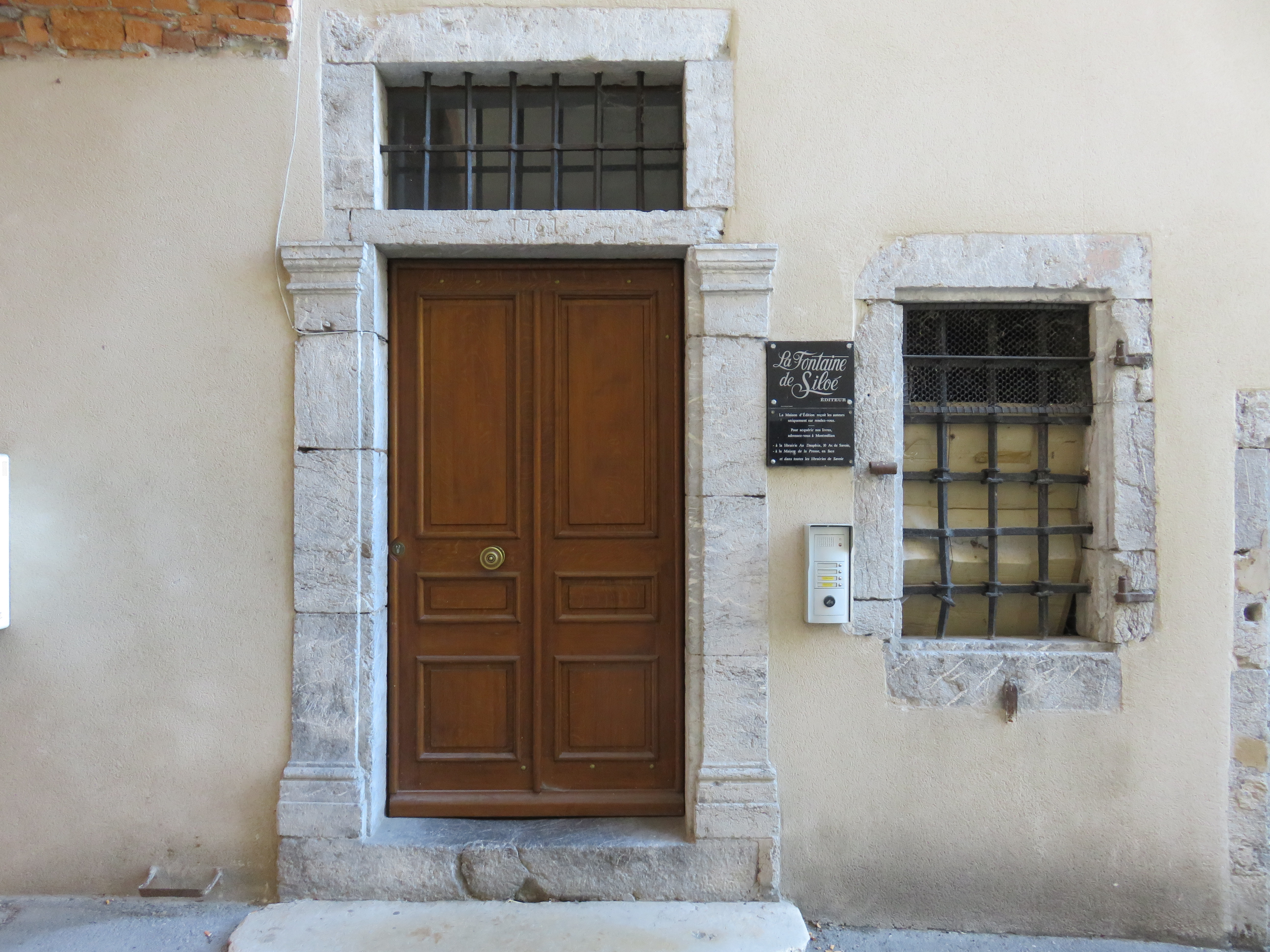
Le siège de la maison d’édition à Montmélian, en octobre 2017.

La Fontaine de Siloé est une maison d'édition créée par Jacques Bourdon en 1990.
La société (Siren 378-399-109) a été placée en redressement judiciaire le 20 juillet 2009, en liquidation judiciaire le 25 septembre 2012, cédée le 12 novembre 2012 et radiée le 13 mai 2016.
En 2018, après plus de 700 titres publiés, Jacques Bourdon passe la main à Olivier Perrier, lui-même éditeur de livres à Chambéry depuis 1992, pour la société MND Diffusion.

## Collections
Avec ses 21 collections, la maison d'édition possède en 2012 plus de 1 000 titres dans son catalogue.
En 1998, l'éditeur publie un roman inédit d'Alexandre Dumas de 1854, oublié, puis redécouvert par les historiens Lucien Chavoutier et André Palluel-Guillard.
- Savoie vivante, 1987 (BNF 34270112)
- Les Chants de la terre, 1990 (BNF 34269053)
- Hier et aujourd'hui, 1990 (BNF 34269815)
- Les Savoisiennes, 1991 (BNF 34271845)
- Les Vivaraises, 1992 (BNF 34277815)
- Le Champ régional, 1993 (BNF 34280357)
- Les Carnets de la vie, 1994 (BNF 34284318)
- Nostalgies, 1994 (BNF 34284700)
- Pour mémoire, 1997 (BNF 36590439)
- Savoie, mes chemins de lumière, 1999 (BNF 37010069)
- Carnets de voyage, 1999 (BNF 38944620)
- Les Delphinales,  1999 (BNF 37144793)
- Agapé, 2001 (BNF 38823763)
- Rhapsodie, 2002 (BNF 38872078)
- Panoramas, 2003 (BNF 39043487)
- Savoie poche, 2004 (BNF 39043487)
- Voyage de l’œil, 2004 (BNF 39223733)
- Renard rouge, 2004 (BNF 39231473)
- Archives de Savoie, 2005 (BNF 40006594)
- Ardèche poche, 2005 (BNF 40086407)
- Lieux de mémoire, 2007 (BNF 41107411)
- Nature, dir. de coll. Françoise Vaux, 2007 (BNF 41129416)
- Nostalgie, 2008 (BNF 41275625)
- Siloé poche (fusion de Savoie poche et Ardèche poche), 2008 (BNF 41321015)
- Questions d'histoire : l'histoire de la Savoie en 50 questions, 2010 (BNF 42361914)

À partir de 2018, reprise de l'activité éditoriale avec des publications dans les collections "Beaux livres", "Guides", "Littérature" et "Histoire" :
- Vinsavoie, 2018
- Panorama du Vercors, 2018
- Panoramas du Mont-Blanc, 2018
- Le Beaufortain à petits pas, 2018
- Le pays du Mont-Blanc à petits pas, 2018
- Les Aravis à petits pas, 2018
- Savoie Secrète, 2018
- La véritable histoire de Mandrin,2018
- Joseph Vacher, le tueur en série du Sud-Est, 2018
- Des femmes dans la guerre,2018
- 1944 année terrible, 2018
- La Grande Chevelure, 2018
- Burnous Blancs, 2019
- Victor de Saint Genis, 10 ans d'administration française en Savoie 1860-1870, 2019
- Le Vercors à petits pas, 2018
- La Chartreuse à petits pas, 2018
- Panoramas du Lac du Bourget, 2019
- Panoramas du lac d'Annecy, 2019
- Les houblons sauvages - Petites nouvelles du plateau de retord, 2019